# Podlesie (Chronów)
Podlesie – część wsi Chronów w Polsce położona w województwie małopolskim, w powiecie bocheńskim, w gminie Nowy Wiśnicz.
W latach 1975–1998 miejscowość administracyjnie należała do województwa tarnowskiego.